# Viktor Nemeš
Viktor Nemeš –en serbio, Виктор Немеш– (Senta, 21 de julio de 1993) es un deportista serbio que compite en lucha grecorromana. Su hermano gemelo Mate compite en el mismo deporte.
Ganó dos medallas en el Campeonato Mundial de Lucha, oro en 2017 y bronce en 2018, una medalla de plata en los Juegos Europeos de Bakú 2015 y cuatro medallas en el Campeonato Europeo de Lucha entre los años 2016 y 2023.
Participó en los Juegos Olímpicos de Río de Janeiro 2016, ocupando el octavo lugar en la categoría de 75 kg.

## Palmarés internacional
| Campeonato Mundial | Campeonato Mundial | Campeonato Mundial | Campeonato Mundial |
| Año                | Lugar              | Medalla            | Categoría          |
| ------------------ | ------------------ | ------------------ | ------------------ |
| 2017               | París (Francia)    | Medalla de oro     | 75 kg              |
| 2018               | Budapest (Hungría) | Medalla de bronce  | 77 kg              |
| Juegos Europeos    |                    |                    |                    |
| Año                | Lugar              | Medalla            | Categoría          |
| 2015               | Bakú (Azerbaiyán)  | Medalla de plata   | 75 kg              |
| Campeonato Europeo |                    |                    |                    |
| Año                | Lugar              | Medalla            | Categoría          |
| 2016               | Riga (Letonia)     | Medalla de plata   | 75 kg              |
| 2018               | Kaspisk (Rusia)    | Medalla de plata   | 77 kg              |
| 2019               | Bucarest (Rumania) | Medalla de bronce  | 77 kg              |
| 2023               | Zagreb (Croacia)   | Medalla de plata   | 77 kg              |